# Oswald Valcmar
Oswald Valcmar, pseudoniem van Lucien Volcke (Halle, 14 mei 1920 - Bellegem, 1976), was een Vlaams schrijver, onderwijzer, regisseur, journalist en uitgever.

## Levensloop
Lucien Volcke was een zoon van Medard Volcke (1896-1975) en Marie Lagrou (1895-1962). Hij trouwde met Margriet Hollevoet (1928-2019) en ze hadden vier kinderen.
Hij vestigde zich in West-Vlaanderen als onderwijzer. Na een aantal jaren in het onderwijs werd hij journalist en verhuisde naar Moeskroen. Tijdens zijn korte leven was hij bijzonder actief. Naast zijn beroep als onderwijzer was hij:
- auteur van heel wat literair werk,
- journalist in lokale kranten,
- uitgever van eigen werk,
- regisseur van eigen toneelwerk, waarvoor hij zelf de decors ontwierp.

## Publicaties
- Het Souper, novelle, 1945.
- De Dood, novelle, 1946.
- De Suzanna, novelle, 1946.
- Mijn kans, novelle, 1947.
- Het hart gaat zijn wegen, roman, 1947.
- Opslag, novelle, 1948.
- De Baby, novelle, 1950.
- De Marinavaart, roman, 1951.
- De Moord, novelle, 1953.
- De Muur, novelle, 1954.
- De Marinavaart, roman, 1951 (Baekelmansprijs).
- De Albatros, toneelstuk, 1954.
- De trein van acht uur zes, roman, 1966.
- De duivelsmolen, kindertoneel.
- De Atoombom, kindertoneel.
- Nikskedoenia, kindertoneel.
- De Stille Weg, filmscenario.